# Stożkówka miękka

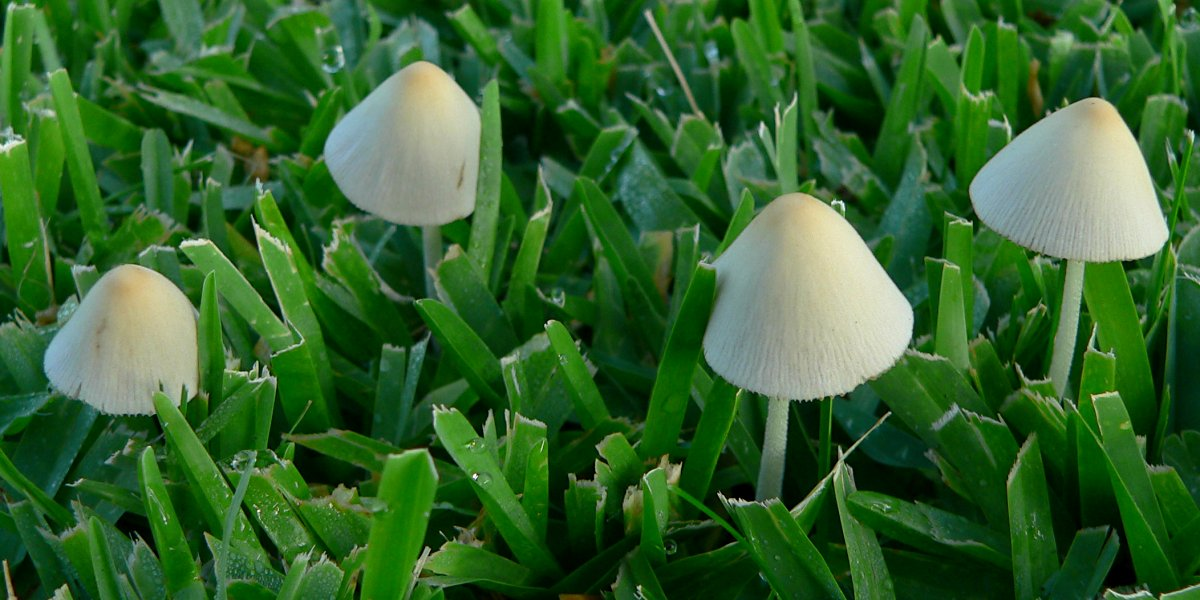

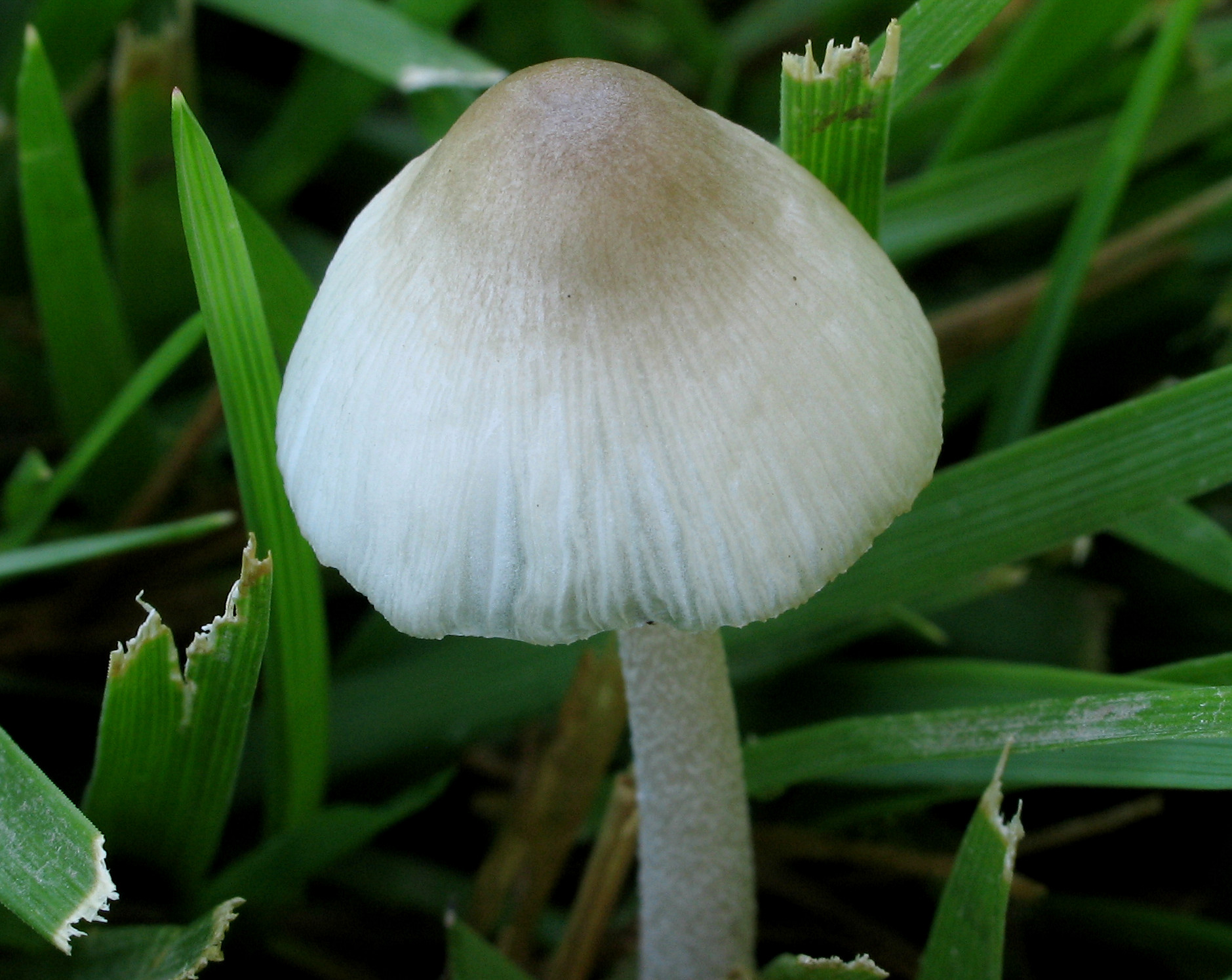

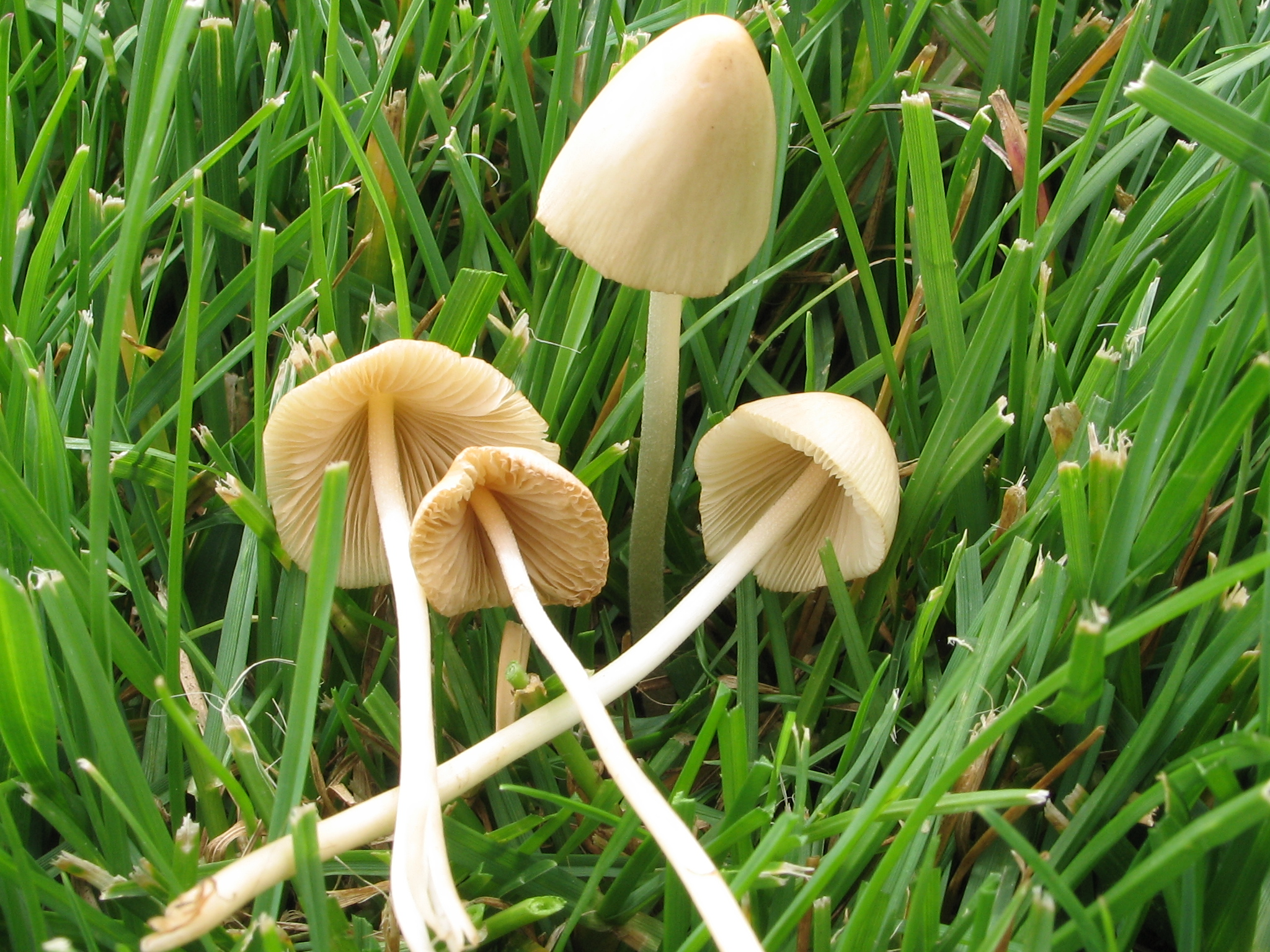

Stożkówka miękka (Conocybe apala (Fr.) Arnolds) – gatunek grzybów z rodziny gnojankowatych (Bolbitiaceae). 

## Systematyka i nazewnictwo
Pozycja w klasyfikacji według Index Fungorum: Conocybe, Bolbitiaceae, Agaricales, Agaricomycetidae, Agaricomycetes, Agaricomycotina, Basidiomycota, Fungi.
Po raz pierwszy takson ten zdiagnozował w 1818 r. Elias Fries nadając mu nazwę Conocybe apalus. Obecną, uznaną przez Index Fungorum nazwę nadał mu w 2003 r. Eef Arnolds, przenosząc go do rodzaju Conocybe. Posiada ponad 20 synonimów naukowych.
Nazwę polską podał Władysław Wojewoda w 2003 r., jednak w jego wykazie gatunków jest błąd. Dwukrotnie podaje nazwę stożkówka delikatna dla dwóch różnych gatunków: dla C. apala na str. 136 i dla C. tenera na str. 143. Jednak w indeksie gatunków na str. 796 jest inaczej; dla C. apala podaje nazwę stożkówka miękka, dla C. tenera stożkówka delikatna. 

## Morfologia
Kapelusz
Średnica 1–2 cm, początkowo w kształcie naparstka, później dzwonkowaty, nigdy nie staje się płaski. Brzegi żłobkowane mniej więcej do połowy promienia. U starszych owocników czasami brzeg wywija się na zewnątrz. Powierzchnia gładka, w kolorze od białego do kości słoniowej, na młodych owocnikach nieco mazista. 
Blaszki
Gęste, wąskie, przyrośnięte lub niemal wolne. Początkowo białawe, później coraz ciemniejsze; rdzawożółtawe, cynamonowe, brązoworóżowe, na koniec brązowe.
Trzon
Wysokość 3–11 cm, grubość do 2 mm. Jest nierówno cylindryczny, stopniowo grubszy ku podstawie, wewnątrz pusty. Powierzchnia gładka, szklistobiała, podłużnie nieco żłobkowana. Pierścienia brak.
Miąższ
Cienki i kruchy, bez wyraźnego zapachu i smaku. 
Wysyp zarodników
Rdzawobrązowy. Zarodniki eliptyczne, gładkie, z porą rostkową. Rozmiar: 10–15 × 6–9 μm.

## Występowanie i siedlisko
Występuje w Ameryce Północnej oraz w Europie. W Polsce rozprzestrzenienie i częstość występowania nie są znane. W piśmiennictwie naukowym do 2003 r. podano tylko jedno stanowisko (w Kotlinie Nowotarskiej). 
Rośnie na pastwiskach, łąkach, polach golfowych i przydrożach, w parkach, przeważnie w rozproszeniu lub w niewielkich grupkach. Owocnik jest bardzo delikatny i krótkotrwały, już w kilka godzin po wyrośnięciu jego trzon załamuje się, wkrótce potem owocnik kurczy się, brązowieje i wysycha, zwykle owocnik, który wyrósł rano, już w godzinach popołudniowych obumiera. Jego czas życia nie przekracza 24 godz. Jest tak delikatny, że trudno jest podnieść owocnik bez złamania jego trzonu.

## Znaczenie
Saprotrof. Grzyb trujący, zawiera fallotoksyny. 

## Gatunki podobne
- stożkówka białoochrowa (Conocybe siliginea), której owocniki z wiekiem zmieniają kolor z bladawego na ochrowy[4].
- polówka półkulista (Agrocybe pediades), która ma żółtobrązowy kapelusz i brązowe blaszki[4].